# Tétraspanine
Les tétraspanines constituent une famille de protéines membranaires.

## Rôles
Ils interviennent en cas d'infection et dans la régulation de la progression des cancers. 

## Membre
- TSPN12